# 安健 (新闻工作者)
安健（1953年—），江苏无锡人，新闻工作者、媒体人、中国南社研究会会员。曾任《无锡日报》网络新闻部主任。

## 简介
历任《无锡日报》记者、文体部副主任、新闻发言人等职务。

## 轶事
曾于1983年前往北京登门采访无锡籍学者钱钟书。